# Mariclare Costello
Pour les articles homonymes, voir Costello.
Mariclare Costello, née le 3 février 1936 à Peoria (Illinois), est une actrice américaine.

## Biographie
Mariclare Costello débute au théâtre et joue notamment à Broadway (New York) dans trois pièces représentées en 1964, dont Après la chute d'Arthur Miller (1964-1965, avec Jason Robards et Barbara Loden). Là, suivent notamment Le Tartuffe ou l'Imposteur de Molière (1965, avec Larry Gates et Salome Jens), Un bon patriote (en) de John Osborne (1969, avec Maximilian Schell et Salome Jens) et Harvey de Mary Clare (1970, avec James Stewart et Helen Hayes), sa dernière pièce à Broadway.
De plus, en 1973, elle joue Off-Broadway dans The Orphan de David Rabe (en) (avec Tom Aldredge et Marcia Jean Kurtz).
Au cinéma, elle apparaît dans seulement sept films américains, le premier étant Le Minus se rebiffe d'Arthur Hiller (1967, avec Eli Wallach et Anne Jackson) et le dernier Proposition indécente d'Adrian Lyne (1993, avec Robert Redford et Demi Moore). Entretemps, citons Let's Scare Jessica to Death de John D. Hancock (1971, avec Zohra Lampert et Barton Heyman) et Des gens comme les autres de Robert Redford (1980, avec Donald Sutherland et Mary Tyler Moore).
À la télévision américaine, elle contribue à trente séries entre 1969 et 2002 (un épisode de Providence). Dans l'intervalle, mentionnons L'Homme de fer (un épisode, 1972), La Famille des collines (quinze épisodes, 1972-1977), La Petite Maison dans la prairie (un épisode, 1980) et Santa Barbara (deux épisodes, 1990).
S'ajoutent dix-sept téléfilms, les trois premiers diffusés en 1974, dont Après la chute de Gilbert Cates (avec Faye Dunaway et Christopher Plummer), adaptation de la pièce éponyme précitée, où elle reprend son rôle de Louise, créé à Broadway en 1964. Son sixième téléfilm est Raid sur Entebbe d'Irvin Kershner (1977, avec Peter Finch et Martin Balsam) ; le dernier est diffusé en 2000.
Sur le tournage de Raid sur Entebbe, Mariclare Costello rencontre l'acteur Allan Arbus (1918-2013) qu'elle épouse la même année 1977 et dont elle reste veuve.

## Théâtre à New York (intégrale)

### Broadway
- 1964 : But For Whom Charlie de S. N. Behrman, mise en scène d'Elia Kazan, décors et lumières de Jo Mielziner, costumes d'Anna Hill Johnstone : Sheila Maloney
- 1964 : The Changeling de Thomas Middleton et William Rowley, mise en scène d'Elia Kazan : la servante
- 1964-1965 : Après la chute (After the Fall) d'Arthur Miller, mise en scène d'Elia Kazan, décors et lumières de Jo Mielziner, costumes d'Anna Hill Johnstone : Louise (rôle ci-après repris à la télévision en 1974)
- 1965 : Le Tartuffe ou l'Imposteur (Tartuffe) de Molière, adaptation de Richard Wilbur : la sage-femme
- 1965 : La Mort de Danton (Danton's Death') de Georg Büchner, adaptation et mise en scène d'Herbert Blau, décors et lumières de Jo Mielziner : une membre de la troupe
- 1965-1966 : La Provinciale (The Country Wife) de William Wycherley : une membre de la troupe
- 1968 : Lovers and Other Strangers de Renee Taylor et Joseph Bologna, mise en scène de Charles Grodin : Susan Henderson[1]
- 1969 : Un bon patriote (en) (A Patriot for Me) de John Osborne, mise en scène de Peter Glenville, décors d'Oliver Smith : Hilde
- 1970 : Harvey de Mary Chase : Ruth Kelly[2]

### Off-Broadway
- 1973 : The Orphan de David Rabe (en), mise en scène de Jeff Bleckner, costumes de Theoni V. Aldredge : la fille

## Filmographie

### Cinéma (intégrale)
- 1967 : Le Minus se rebiffe (The Tiger Makes Out) d'Arthur Hiller : Rosi
- 1970 : Pound de Robert Downey Sr. : l'épouse du tueur
- 1971 : Let's Scare Jessica to Death de John D. Hancock : Emily
- 1980 : Des gens comme les autres (Ordinary People) de Robert Redford : Audrey
- 1983 : En plein cauchemar (Nightmare), film à sketches de Joseph Sargent, segment The Bishop of Battle : Adele Cooney
- 1984 : Les Aventures de Buckaroo Banzaï à travers la 8e dimension (The Adventures of Buckaroo Banzai Across the 8th Dimension) de W. D. Richter : la sénatrice Cunningham
- 1993 : Proposition indécente (Indecent Proposal) d'Adrian Lyne : la mère de David

### Télévision (sélection)

#### Séries
- 1972 : L'Homme de fer (Ironside), saison 6, épisode 3 Attention, chien méchant (The Savage Sentry) de Don Weis : Mary Ellen Wells
- 1972-1977 : La Famille des collines (The Waltons), saisons 1 à 5, 15 épisodes : Rosemary Hunter-Fordwick
- 1974 : Kojak, saison 1, épisode 13 Mort à vendre (Death Is Not a Passing Grade) : Diane Gordon
- 1974 : Amy Prentiss, saison unique, épisode 1 Baptism of Fire de Jeffrey Hayden : Enid Feeny
- 1975 : Barnaby Jones, saison 3, épisode 21 The Deadlier Species de Leslie H. Martinson : Ruth Granger
- 1977-1978 : The Fitzpatricks (en), saison unique, 13 épisodes (intégrale) : Maggie Fitzpatrick
- 1979 : L'Incroyable Hulk (The Incredible Hulk), saison 2, épisode 17 L'Évasion (No Escape) de Jeffrey Hayden : Kay Wallace
- 1979-1981 : Lou Grant
  - Saison 3, épisode 1 Cop (1979) de Roger Young : Maxine Kintner
  - Saison 5, épisode 2 Execution (1981) de Burt Brinckerhoff : Louise Larsen
- 1980 : La Petite Maison dans la prairie (Little House on the Prairie), saison 7, épisode 6 Un acte d'amour (Portrait of Love) de William F. Claxton : Helen Crane
- 1982 : Pour l'amour du risque (Hart ot Hart), saison 3, épisode 18 Amour et Jazz (Deep in the Hart) d'Earl Bellamy : Anita Boyer
- 1984 : Fame, saison 3, épisode 9 Secret de Victor French : Mme Mendenhall
- 1986 : Arabesque (Murder, She Wrote), saison 2, épisode 15 Cocktail explosif (Powder Key) de John Llewellyn Moxey : Cassie Latham Burns
- 1990 : Santa Barbara, épisodes (sans titres) 1594 et 1597 : Sœur Lillian
- 1999 : Amy, saison 1, épisode 7 L'Amour en noir et blanc (An Impartial Bias) de James Hayman : Dr Singer
- 2002 : Providence, saison 4, épisode 21 Perte de mémoire (Smoke and Mirrors) : Helen Norris

#### Téléfilms
- 1974 : Exécuté pour désertion (The Execution of Private Slovik) de Lamnt Johnson : Antoinette Slovik
- 1974 : Calibre 38 (The Gun) de John Badham : Beryl Strauss
- 1974 : Après la chute (After the Fall) de Gilbert Cates : Louise
- 1975 : Conspiracy of Terror de John Llewellyn Moxey : Mme Warnall
- 1976 : Territorial Men de William F. Claxton et Lawrence Dobkin : Julia Bailey
- 1977 : Raid sur Entebbe (Raid on Entebbe) d'Irvin Kershner : Gabrielle Krieger
- 1977 : A Sensitive, Passionate Man de John Newland : Pat Morris
- 1980 : Le Garçon qui buvait trop (en) (The Boy Who Drank Too Much) de Jerrold Freedman : Mme Carpenter
- 1980 : Le Noir et le Blanc (All God's Children) de Jerry Thorpe : Winnie Naponic
- 1981 : Coward of the Country de Dick Lowry : Emma
- 1982 : Skeezer de Peter Hunt : Barbara Thompson
- 1984 : Victims for Victims: The Theresa Saldana Story de Karen Arthur : Jane Bladow
- 1987 : American Harvest de Dick Lowry : Mary Alice Duncan
- 1990 : Elle a dit non (She Said No) de John Tiffin Patterson : Susan Finn